# Geoff Moore
Geoff Moore (22 de febrero del año 1961) es un artista y compositor de música cristiana. Comenzó a grabar como solista en 1984. En 1987 formó Geoff Moore and The Distance, su banda con la que lanzó ocho álbumes que generaron una serie de éxitos de radio número 1 a lo largo de sus más de 10 años. En 1998, Geoff retiró a la banda de las giras a tiempo completo. Después de una "gira de despedida", Moore continuó como solista y lanzó ocho discos más entre 1999 y 2015. The Next Thing fue lanzado en abril de 2016, lo que lo convierte en su 25º álbum hasta la fecha. 
También es un defensor de los niños desfavorecidos. Se ha asociado con Compassion International desde 1985, siendo portavoz y defensor de su trabajo para liberar a los niños de la pobreza en todo el mundo en desarrollo. Trabaja con Showhope, una organización fundada por sus amigos cercanos Steven y Mary Beth Chapman. Showhope cuida a niños huérfanos y ayuda a ayudar con las adopciones internacionales. Es cofundador de una compañía de aventuras al aire libre llamada Fellowship Adventures. Fundada en 2014, se centra en la caza, pesca, aventura y expediciones en grupos pequeños. 

## Carrera Artística
Nació en Flint, Míchigan en 1961. Su padre jugó béisbol para las Toledo Mud Hens, y más tarde dirigió una planta de fabricación de acero. Asistió a las Escuelas del Área de Holly en Patterson Elementary, hasta el sexto grado y luego comenzó a asistir a Brandon Schools. Comenzó a cantar mientras estaba en la Universidad Taylor viviendo en Wengatz Hall. En el momento en que se convirtió en compañero de clase del futuro cantante principal de White Hearts, Rick Florian, cuando reemplazó al cantante principal de la banda de su compañero de cuarto. Se graduó de Taylor en 1983. Recién casado, se mudó a Nashville poco después de la universidad. Pudo entrar en la industria de la música con la ayuda de Michael W. Smith, cuando los dos se conocieron en la tienda de ropa donde trabajaba Moore. Firmó un contrato de publicación con Paragon Music y comenzó a escribir canciones y cantar en grabaciones de demostración. Mientras estaba con Paragon, escribió canciones para el cantante y compositor cristiano Steven Curtis Chapman. Desde entonces se han convertido en mejores amigos y han coescrito numerosas canciones juntas, incluida la canción principal del Premio Dove de Chapman en 1992 y el lanzamiento ganador del Grammy, The Great Adventure . 
A mediados de la década del 1980, Moore grabó tres álbumes en solitario lanzados en el sello Power Discs, incluido Where are the Other Nine?, Over the Edge and The Distance. Después de firmar con Sparrow Records en 1987, formó una banda de gira llamada "The Distance" para continuar con su carrera.

## Geoff Moore and The Distance
En 1988, Geoff Moore y The Distance lanzaron su primer álbum oficial juntos, titulado A Place to Stand. También grabaron Foundations en 1989 para Sparrow Records. Después de un año de gira, firmaron con Forefront Records y grabaron Pure and Simple en 1990.

## Carrera en solitario

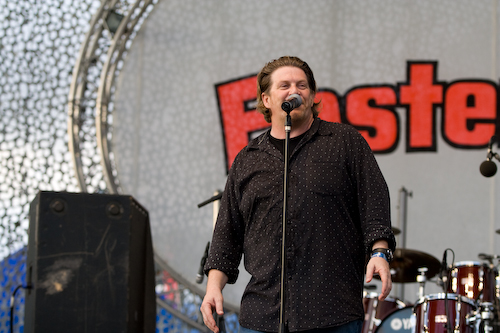
Geoff Moore actuando en Easterfest 2008

En 1999, regreso a los escenarios, Moore emergió con su álbum en solitario homónimo en Forefront Records. En 2002 lo siguió con A Beautiful Sound. Cerca de finales de 2005 lanzó dos nuevos álbumes de estudio de forma independiente, Every Single One Part I y Every Single One Part II. Los álbumes combinaron canciones originales y selecciones regrabadas de los álbumes de Forefront Records agotados con The Distance. 
El siguiente proyecto de Moore, Speak to Me, lanzado en 2007 en Rocketown Records, fue nominado para un Premio Dove por el álbum inspirador del año. Después de reunir All Along the Road Part I y All Along the Road Part II, un relanzamiento de Every Single One con pistas alternativas, Moore lanzó Saying Grace, una colección de canciones que reflejan su educación, expresando "agradecimiento" por familia, por tradición y gracia en medio de la incertidumbre. En 2013 Moore compiló un disco doble con sus mejores éxitos 25 Favorites. En 2015, el trabajo comenzó en The Next Thing, su primera grabación financiada por micromecenazgo que se lanzó en abril de 2016. Además de escribir canciones, grabar y hacer giras, Moore disfruta de la caza, la pesca y otras actividades al aire libre. Él y su esposa han estado casados durante 32 años y tienen dos hijos y dos hijas adoptivas de China.

## Discografía
Primeras grabaciones como solista (1984-1988)
- Where Are the Other Nine? [Power Discs, 1984]
- Over the Edge [Power Discs, 1986]
- The Distance [Power Discs, 1987]

Geoff Moore & the Distance (1988-1998)
- A Place to Stand [Sparrow, 1988]
- Foundations [Sparrow, 1989]
- Pure & Simple [ForeFront], 1990]
- A Friend Like U [ForeFront, 1992]
- Evolution [ForeFront, 1993]
- Evolution: Extended Play Remixes [ForeFront, 1995]
- Home Run [ForeFront, 1995]
- Home Run: The Single [ForeFront, 1996]
- More Than Gold: The Single, [ForeFront 1996]
- Greatest Hits (disco doble, incluía "Live Set") [ForeFront, 1996]
- Threads [ForeFront, 1997]

Grabaciones como solista (1999 - presente)
- Geoff Moore [ForeFront], 1999]
- A Beautiful Sound [ForeFront, 2002]
- Every Single One - Part I and II [Independent, 2005]
- All Along The Road - Vol I and II [Independent, 2006]
- <i id="mwpg">Speak to Me</i> [Rocketown, 2007]
- Saying Grace [Independent, 2011]
- "25 Favorites" [disco doble, grabado en 2013]
- The Next Thing [grabado en abril de 2016]

Otras compilaciones y proyectos colaborativos.
- Air Raves - Christian Radio's Best, "Where are the other Nine?" [Greentree, 1986]
- Christmas, "Jingle Bell Rock" (with The Distance) [Sparrow Records, 1988]
- All the Good Music [Power Discs, 1988]
- On the Forefront: The Best Of Rock & Rap - Volume 1, "Rescue Me" [ForeFront, 1991]
- Christmas, "Jingle Bell Rock" (with The Distance) [Sparrow, 1993]
- Familiar Stranger: The Early Works of Geoff Moore (recopilación 1984-1987) [Benson, 1995]
- The Early Years (compilation 1988-1992) [ForeFront, 1995]
- One Way: The Songs Of Larry Norman, "U.F.O" (with The Distance) [ForeFront, 1995]
- WOW 1996: The Year's 30 Top Christian Artists & Songs, "Home Run" [Sparrow, 1995]
- More Than Gold: A Christian Music Tribute, "Home Run," "More Than Gold" (with The Distance) [ForeFront, 1996]
- WOW 1997, "More Than Gold" [Sparrow, 1996]
- Super Saturday Limited Edition CD, "Only A Fool" (from Threads) (with The Distance) [Chordant, 1997]
- Seltzer 2, "I'm Free" (with The Distance) [ForeFront, 1998]
- Get Real! - 1998 Alabama Youth Evangelism Conference, "Only a Fool" (with The Distance) [StarSong, 1998]
- Ten: The Birthday Album, "Second Birthday", "Why Should The Devil (Have All The Good Music)", "When All Is Said and Done" (with The Distance) [ForeFront, 1998]
- Christmas on the Rock, "Jingle Bell Rock" (with The Distance) [Straightway, 1998]
- Songs 4 Life - Lift Your Spirit!, "Listen To Our Hearts" [Time Life, 1998]
- WWJD: What Would Jesus Do?, "The In Betweens" (with The Distance, from Threads) [ForeFront, 1999]
- McCaughey Septuplets: Sweet Dreams, "My Dream Come True" [Sony, 1999]
- Pass It On - Leaving a Legacy for a Lifetime, "Pass It On", "Be There" [2000]
- Keep the Faith 2000: Overcoming Stress & Anxiety, "The Vow" [Chordant, 2000]
- Secrets of the Vine: Music... A Worship Experience, "In Christ Alone" (with Adrienne Liesching) [ForeFront, 2002]
- I Will Be Here: 25 Of Today's Best Wedding & Love Songs, "If You Could See What I See" [Sparrow, 2002]
- Left Behind Worship: God Is With Us, "In Christ Alone" [ForeFront, 2002]
- WOW Worship (Yellow), "In Christ Alone" (with Adrienne Liesching) [Provident, 2003]
- A Life God Rewards, "Remind Me O God" [ForeFront, 2003]
- It Takes Two: 15 Collaborations & Duets, "In Christ Alone" (with Adrienne Liesching) [Sparrow, 2003]
- Songs 4 Love - Songs 4 Life, "If You Could See What I See" [Time Life, 2004]
- The Ultimate Collection: Love Songs, "If You Could See What I See" [EMI CMG, 2006]
- The Very Best Of Geoff Moore & The Distance [ForeFront/EMI, 2006]
- The Daraja Children's Choir of Africa, "Holy Is the Lord" [IMI, 2008]
- Ring the Bells - A Christmas Offering, "Emmanuel" [2008]
- Glory Revealed II: The Word of God in Worship, "Psalm 23" (with Trevor Morgan) [Provident/Sony BMG, 2009]